# Pulau Bando
Pulau Bando är en ö i Indonesien.   Den ligger i provinsen Sumatera Barat, i den västra delen av landet, 1 000 km nordväst om huvudstaden Jakarta.